# Колодный, Герман Александрович
Герман Александрович Колодный (1904 — 1972) — советский журналист, спортивный обозреватель, заведующий сектором физкультуры и спорта редакции газеты «Вечерняя Москва». Заслуженный работник культуры РСФСР (1970).

## Биография
Сын Сруля-Ицки Гиршовича Колодного и Муши Мовшовны Равкиной.
Начал работать курьером в журнале «Огонёк» (1922).
Один из организаторов эстафеты по Садовому кольцу на призы газеты «Вечерняя Москва».
Учился в Институте физкультуры, однокурсниками были К. Бесков, А. Акимов.
В 1950—1960-е года составлял футбольные календари на сезон. Имел неофициальный титул «Гиляровский спортивной журналистики»
Похоронен на Ваганьковском кладбище (уч. 39.1).

## Награды
- Медаль «За трудовую доблесть» (27.04.1957) — «за успехи, достигнутые в деле развития массового физкультурного движения в стране, повышения мастерства советских спортсменов, и успешное выступление на международных соревнованиях»